# Via Campana
La via Campana va ser una via romana que unia les ciutats de Puteoli i Càpua, a l'encreuament amb la via Àpia, passant per la ciutat de Qualiano i travessant en el seu curs alguns antics cràters volcànics.
La via creua, a la vora de Puteoli, els cràters anomenats Quarto Flegreo propers a la ciutat de Quarto a la que donen nom, i puja a la Montagna Spaccata. Els romans van tallar la paret del cràter per obrir-se pas fins a l'altra banda i permetre que el camí pogués pujar suaument les vessants de la muntanya. Les lloses i els maons que els romans van posar per evitar el col·lapse de les parets del cràter es conserven encara en bon estat. També es poden veure diverses tombes romanes i necròpolis a tot el llarg del camí.